# Зелёная джунглевая курица
Зелёная джунглевая курица (лат. Gallus varius) — вид птиц семейства фазановых (Phasianidae). Относятся к немногим в своём роде, способным на продолжительный полёт. Обитает на острове Ява и других Зондских островах. 

## Описание
Ярко выражен половой диморфизм. Самцы достигают длины 65–75 см и массы от 672 до 1450 г; самки заметно мельче, достигают длины 40–46 см и массы от 485 до 1050 г.
Гибрид с домашней курицей называется бекисар.